# Амарант червонодзьобий
Амара́нт червонодзьобий (Lagonosticta senegala) — вид горобцеподібних птахів родини астрильдових (Estrildidae). Мешкає в Африці на південь від Сахари.

## Опис

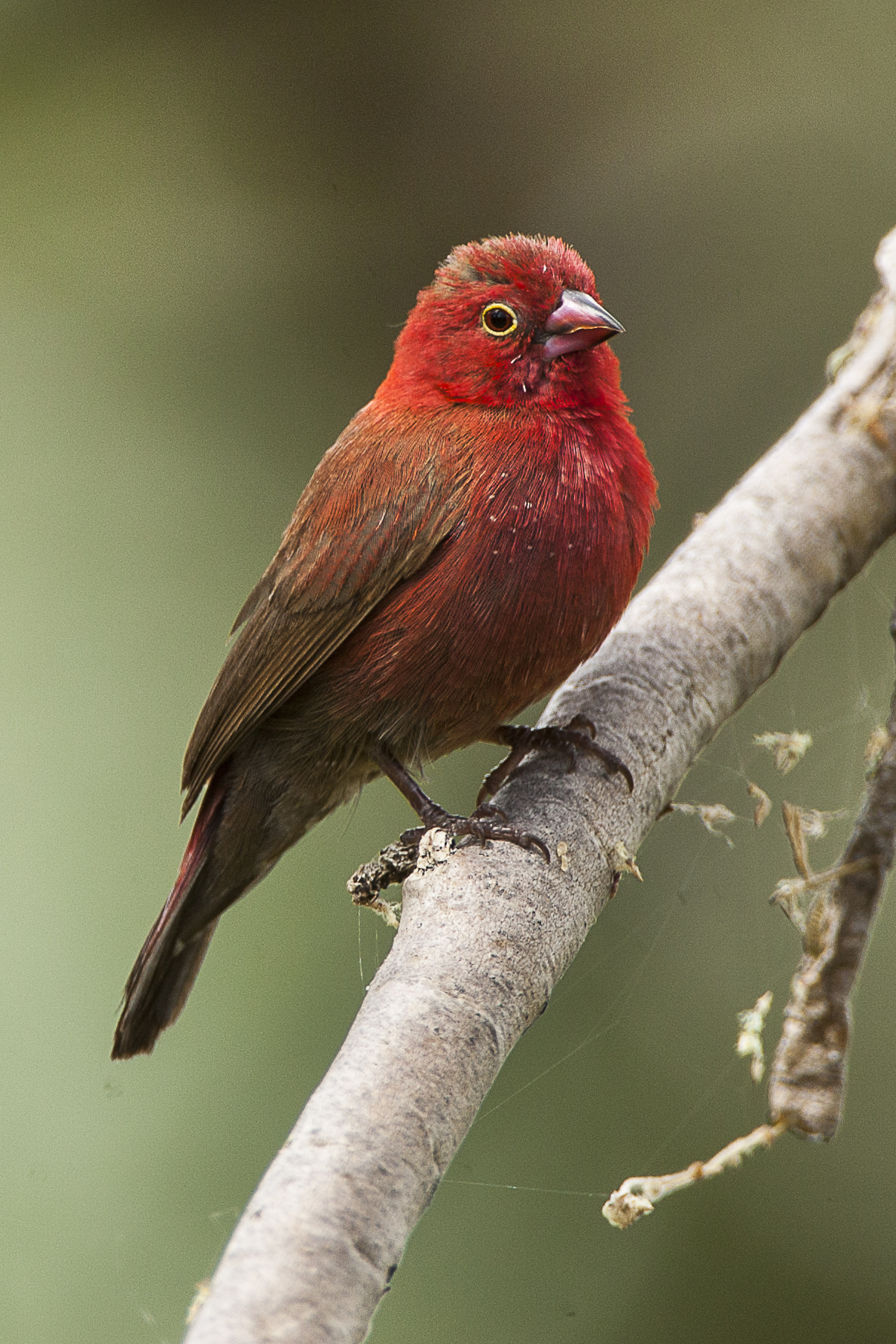
Самець червонодзьобого амаранта (Кенія)

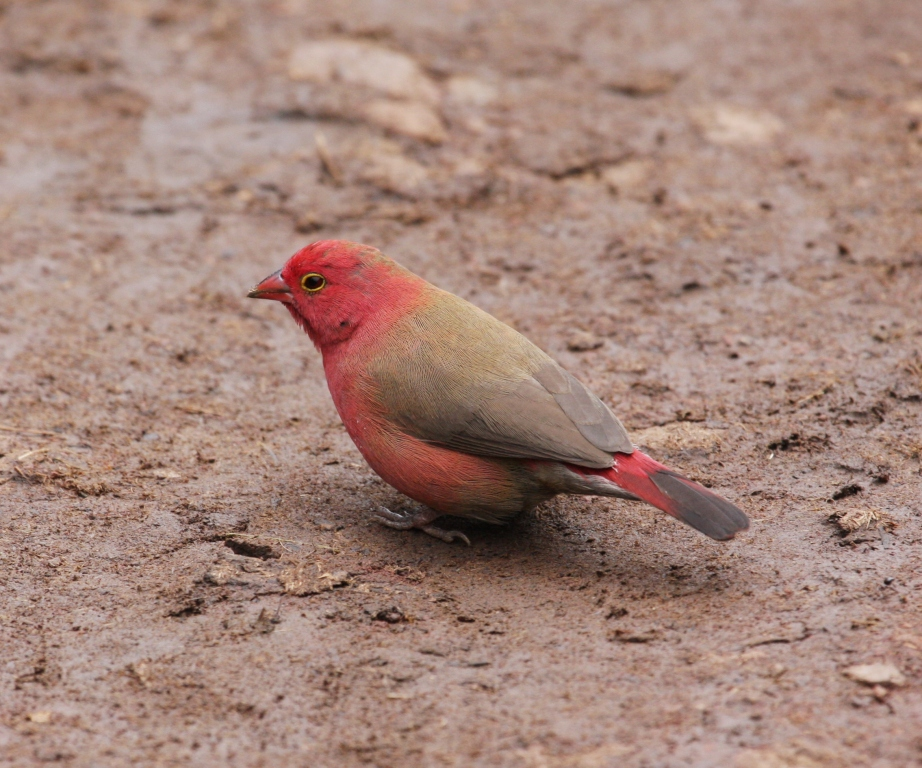
Самець червонодзьобого амаранта (Бахр-Дар, Ефіопія)

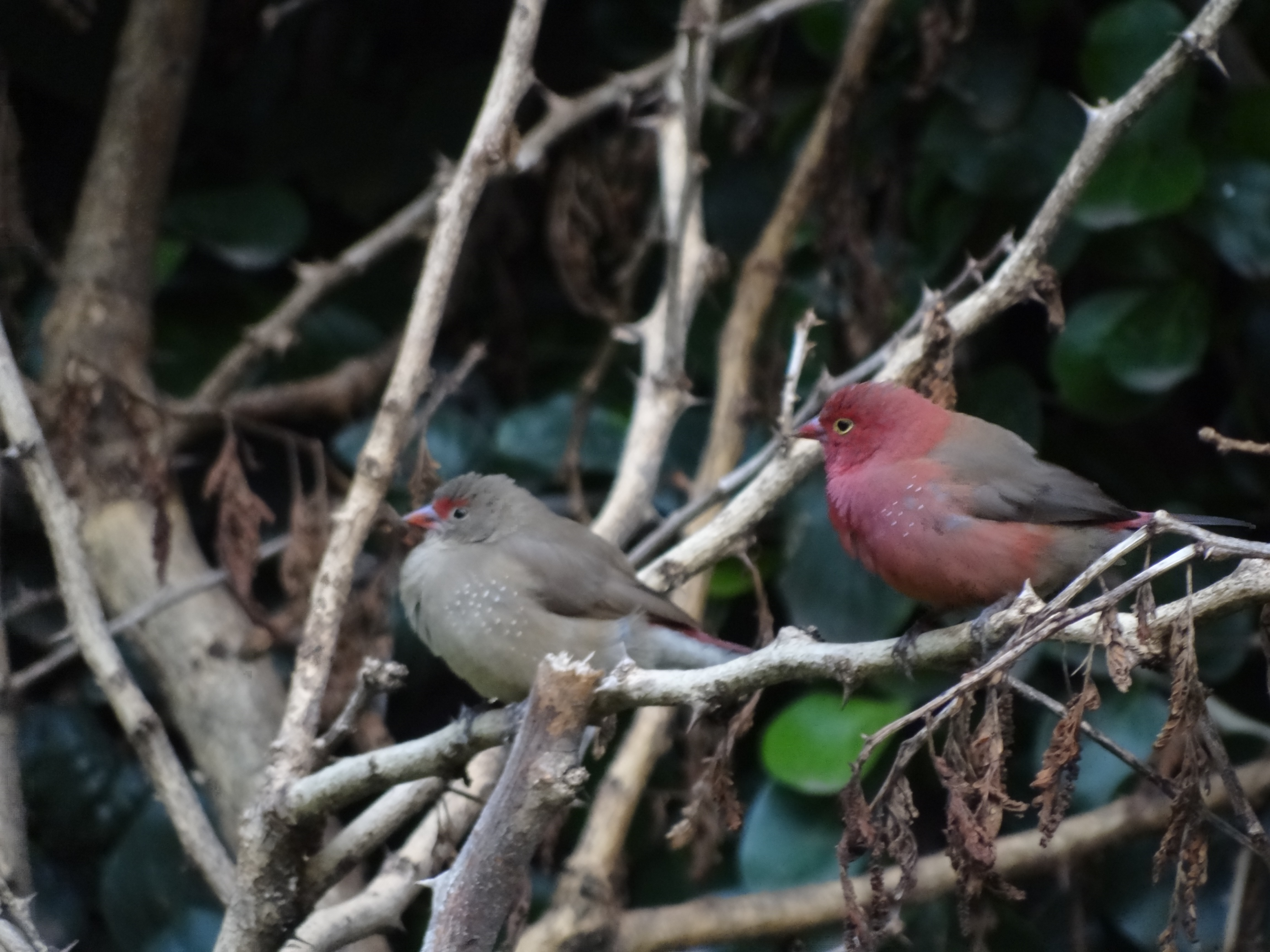
Пара червонодзьобих амарантів (Ефіопія)

Довжина птаха становить 9,5-11 см , вага 7-12 г. Виду притаманний статевий диморфізм. У самців голова, шия, підборіддя, груди і живіт червоні, потилиця коричнева, спина і покривні пера крил червонуваті. Махові пера темно-коричневі, другорядні і третьорядні махові пера мають червонуватий відтінок. Хвіст чорнувато-коричневий, верхні покривні пера хвоста і пера на надхвісті біля основи червоні. Груди з боків поцятковані білими плямками. Нижня частина живота рудувато-коричнева, гузка і нижні покривні пера хвоста більш яскраві. Очі карі або темно-червоні, навколо очей яскраво-жовті кільця. Дзьоб блідо-червоний, зверху чорний.
У самиць лоб, тім'я, потилиця і верхня частина спини сірувато-коричневі або охристо-коричневі, в залежності від підвиду. Обличчя червоне. Крила, надхвістя і верхні покривні пера хвоста такі ж, як у самців. Пера на голові з боків рудувато-коричневі або яскраво-коричневі, іноді з червонуватим відтінком. Нижня частина тіла світліша, з легким охристим відтінком. Як і у самців, груди з боків поцятковані невеликими білими плямками. Молоді птахи мають блідо-сірувато-коричневе забарвлення, відтінок якого різниться в залежності від підвиду.

## Таксономія
В 1760 році французький зоолог Матюрен Жак Бріссон включив опис червонодзьобого амаранта до своєї книги "Ornithologie", описавши птаха за зразком з Сенегалу. Він використав французьку назву Le Sénégali rouge та латинську назву Senegalus Ruber. Однак, хоч Бріссон і навів латинську назву, вона не була науковою, тобто не відповідає біномінальній номенклатурі і не визнана Міжнародною комісією із зоологічної номенклатури. Коли в 1766 році шведський натураліст Карл Лінней випустив дванадцяте видання своєї «Systema Naturae», він доповнив книгу описом 240 видів, раніше описаних Бріссоном. Одним з цих видів був червонодзьобий амарант, для якого Лінней придумав біномінальну назву Fringilla senegala. Пізніше вид був переведений до роду Амарант (Lagonosticta), введеного німецьким орнітологом Жаном Луї Кабанісом у 1851 році.

### Підвиди
Виділяють шість підвидів:
- L. s. senegala (Linnaeus, 1766) — від Мавританії, Сенегалу і Гамбії до західної і центральної Нігерії;
- L. s. rhodopsis (Heuglin, 1863) — від східної Нігерії, північного і центрального Камеруну і південного Чаду до Судану, західної Еритреї і західної Ефіопії;
- L. s. brunneiceps Sharpe, 1890 — південний схід Південного Судану і центр Ефіопії;
- L. s. somaliensis Salvadori, 1894 — південний схід Ефіопії і Сомалі;
- L. s. ruberrima Reichenow, 1903 — від ДР Конго, Уганди і Кенії до північно-східної Анголи, північно-східної Замбії і північного Малаві;
- L. s. rendalli Hartert, EJO, 1898 — від південної Анголи до Мозамбіку і півдня ПАР.

## Поширення і екологія
Червонодзьобі амаранти живуть в сухих саванах і чагарникових заростях, іноді в напівпустелях і на трав'янистих галявинах тропічних лісів. Віддають перевагу густим акацієвим заростям на берегах річок, також зустрічаються поблизу людських поселень, на полях і в садах, на висоті до 2200 м над рівнем моря. Червонодзьобі амаранти живляться переважно насінням трав, яке шукають на землі, іноді також ягодами, плодами і дрібними комахами. 
Сезон розмноження у червонодзьобих амарантів припадає на початок сезону посухи. Самці виконують демонстраційні танці, присідаючи перед самицею, тримаючи в дзьобі травинку або перо і водночас співаючи. Гніздо кулеподібне, робиться парою птахів з сухої трави і переплетених рослинних волокон, всередині встелюється пухом і шерстю, розміщується в чагарниках або високій траві, невисоко над землею. В кладці від 3 до 6 білуватих яєць. Інкубаційний період триває приблизно 2 тижні, насиджують і самиці і самці. Пташенята покидають гніздо через 2 тижні після вилуплення, однак батьки продовжують піклуватися про них ще кілька тижнів. Червонодзьобі амаранти іноді стають жертвами гніздового паразитизму червононогих вдовичок.